# Stenelmis mirabilis
Stenelmis mirabilis är en skalbaggsart som beskrevs av Ivan T. Sanderson. Stenelmis mirabilis ingår i släktet Stenelmis och familjen bäckbaggar. Inga underarter finns listade i Catalogue of Life.